# The Last Time (테일러 스위프트의 노래)
‘The Last Time’은 미국의 싱어송라이터 테일러 스위프트의 노래이다. 2012년에 발매한 네 번째 정규 음반 “Red”에 수록되어 있으며, 2013년 11월 4일 영국에서 컨템포러리 히트 라디오로 한정 발매하며, 음반의 일곱 번째이자 마지막 싱글이 되었다. 북아일랜드의 밴드 스노 패트롤에서 활동하는 가수 게리 라이트보디가 피처링으로 참여하였다. 프로듀서이자 공동 작사 및 작곡으로 잭나이프 리가 참여하였다. 얼터너티브록의 노래로, 포크 록의 영향도 받았다. 2013년 10월 19일 영국 공영 라디오 방송국인 BBC 라디오 2에 플레이리스트로 추가되었다.

## 배경
이 음반에서 ‘The Last Time’은 일곱 번째 트랙으로, ‘Stay Stay Stay’ 다음에 위치해 있다. 스위프트는 음반에서 몇몇 프로듀서들과 공동으로 작업을 진행하기도 결정하였다. 그 결과 만들어진 컬래버레이션 작 중 하나가 ‘The Last Time’으로, 스노 패트롤과 U2 작업한 것으로 많이 알려져 있는 잭나이프 리와 진행하였다. ‘The Last Time’은 얼터너티브 록의 색채가 진하게 묻어나는 파워 발라드이며, D장조로 작곡하였고, BPM은 94이다.

## 평가
노래는 음악 평단으로부터 극찬을 받았다. 필리핀 인콰이어러의 조셉 아틸라노는 “Red”의 어두운 분위기를 담당하는 곡이라고 언급하며, 음반에서 가장 성숙한 곡으로 ‘The Last Time’을 선정하였다.

## 뮤직 비디오
뮤직 비디오는 2013년 11월 15일 Vevo와 유튜브를 통해 공개되었다. 3분 48초의 길이를 가지고 있으며 2021년 2월 기준으로 4400만이 넘는 조회수를 가지고 있다.

## 크레딧
크레딧은 타이달에서 발췌하였다.
- 테일러 스위프트 - 보컬, 송라이터
- 게리 라이트보디 - 보컬[피처링], 송라이터
- 잭나이프 리 - 프로듀서, 송라이터, 기타
- 매티 그린 - 믹싱 보조
- 크리스 오언스 - 레코딩 엔지니어 보조
- 존 크로보자 - 첼로
- 페기 볼드윈 - 첼로
- 리처드 도드 - 첼로
- 오언 팔렛 - 콘덕터
- 빌 라이플린 - 드럼
- 맷 비숍 - 엔지니어, 편집
- 샘 벨 - 엔지니어
- 마르시아 딕스테인 - 하프
- 행크 윌리엄스 - 마스터링 엔지니어
- 마크 스텐트 - 믹서
- 제이미 머호베라크 - 피아노
- 제프 타키구치 - 업라이트 베이스
- 시메온 필리치 - 업라이트 베이스
- 브렛 반두치 - 비올라
- 로런 칩맨 - 비올라
- 로드니 비르츠 - 비올라
- 에이미 윅맨 - 바이올린
- 다프네 첸 - 바이올린
- 에릭 고페인 - 바이올린
- 지나 크론슈타트 - 바이올린
- 마리사 쿠니 - 바이올린
- 넬리 니콜라에바 - 바이올린
- 라두 피에프티 - 바이올린
- 웨스 프리코트 - 바이올린

## 라이브 공연
스위프트와 라이트보디는 2013년 11월 3일 영국 싱글의 판매를 홍보하기 위해 영국 버전 X 팩터의 열번째 시즌에서 공연을 진행하였다. 2013년 8월 27일에는 캘리포니아주 새크라멘토에서 진행된 The Red Tour에서 라이트보디와 함께 공연하였다.

## 차트
| Chart (2012–13)                 | Peak position |
| ------------------------------- | ------------- |
| 벨기에 (울트라팁 플랑드르)      | 14            |
| 캐나다 (캐나디안 핫 100)        | 73            |
| 스코틀랜드 (오피셜 차트 컴퍼니) | 20            |
| 영국 싱글 (오피셜 차트 컴퍼니)  | 25            |